# Vivèrrids
Els vivèrrids (Viverridae) són una família de carnívors feliformes que conté 38 espècies. Inclou les genetes, el binturong, la majoria de civetes i les quatre espècies anomenades linsangs (linsang africà, linsang de Leighton, linsang ratllat i linsang tacat). Són originaris de la majoria de zones tropicals del Vell Món: gran part d'Àfrica (tret de la part just al sud del Mediterrani), Madagascar i la península Ibèrica. Els seus hàbitats favorits són els boscos, les sabanes, les muntanyes i, sobretot, les selves. A causa de la gran desforestació, s'enfronten a una gran pèrdua d'hàbitat, fet que provoca que diverses espècies siguin considerades com a vulnerables, i que la civeta llúdria estigui en perill. La família fou descrita per primer cop per John Edward Gray en 1821.

## Descripció
Morfològicament els vivèrrids són una de les famílies més «primitives» dels carnívors, amb esquelets molt similars als dels fòssils que daten de l'Eocè, fa uns 50 milions d'anys. Tenen morfologies variables, però en general tenen l'aspecte d'un gat amb el musell allargat. La majoria tenen urpes totalment o parcialment retràctils, un bàcul, i unes glàndules anals odoríferes.
La mida del vivèrrids varia des dels 33 centímetres de longitud de cos i els 650 grams de pes del linsang africà, fins als 84 centímetres de longitud de cos i els 18 quilograms de pes de la civeta africana. Tot i no ser els de major longitud de cos, els grans binturongs poden arribar als 25 quilograms, fet que els converteix en els vivèrrid amb més massa corporal.
Són animals nocturns i generalment solitaris, amb una excel·lent oïda i visió. Malgrat trobar-se classificats dins del carnívors, són animals omnívors o, com les civetes de palmera, gairebé completament herbívors. Com a reflex d'aquesta dieta, les seves dents carnisseres estan relativament poc desenvolupades. La seva dentadura és habitualment: {\displaystyle {\tfrac {3.1.4.2}{3.1.4.2}}}

## Classificació
Malgrat semblar-se a les altres civetes, la civeta de palmera africana (Nandinia binotata) és genèticament diferent i pertany a la seva pròpia família monotípica (Nandiniidae). Anàlogament, durant molt de temps es va considerar a la fossa (Cryptoprocta ferox) com un membre dels vivèrrids, però les proves genètiques indiquen que pertany a la família dels euplèrids, una radiació endèmica de carnívors de Madagascar relacionada amb la família Herpestidae. A més, estudis genètics recents indiquen que les dues espècies del gènere Prionodon, podrien estar més estretament relacionades amb les espècies de la família Felidae. Si es confirma aquest fet, les dues espècies de linsang asiàtic s'haurien de treure de la família dels vivèrrids i reclassificar-los. Hi ha una certa de polèmica sobre el fet que les espècies del gènere Poiana siguin vivèrrids.

### Espècies
- Família Viverridae[5]
  - Subfamília Paradoxurinae
    - Gènere Arctictis

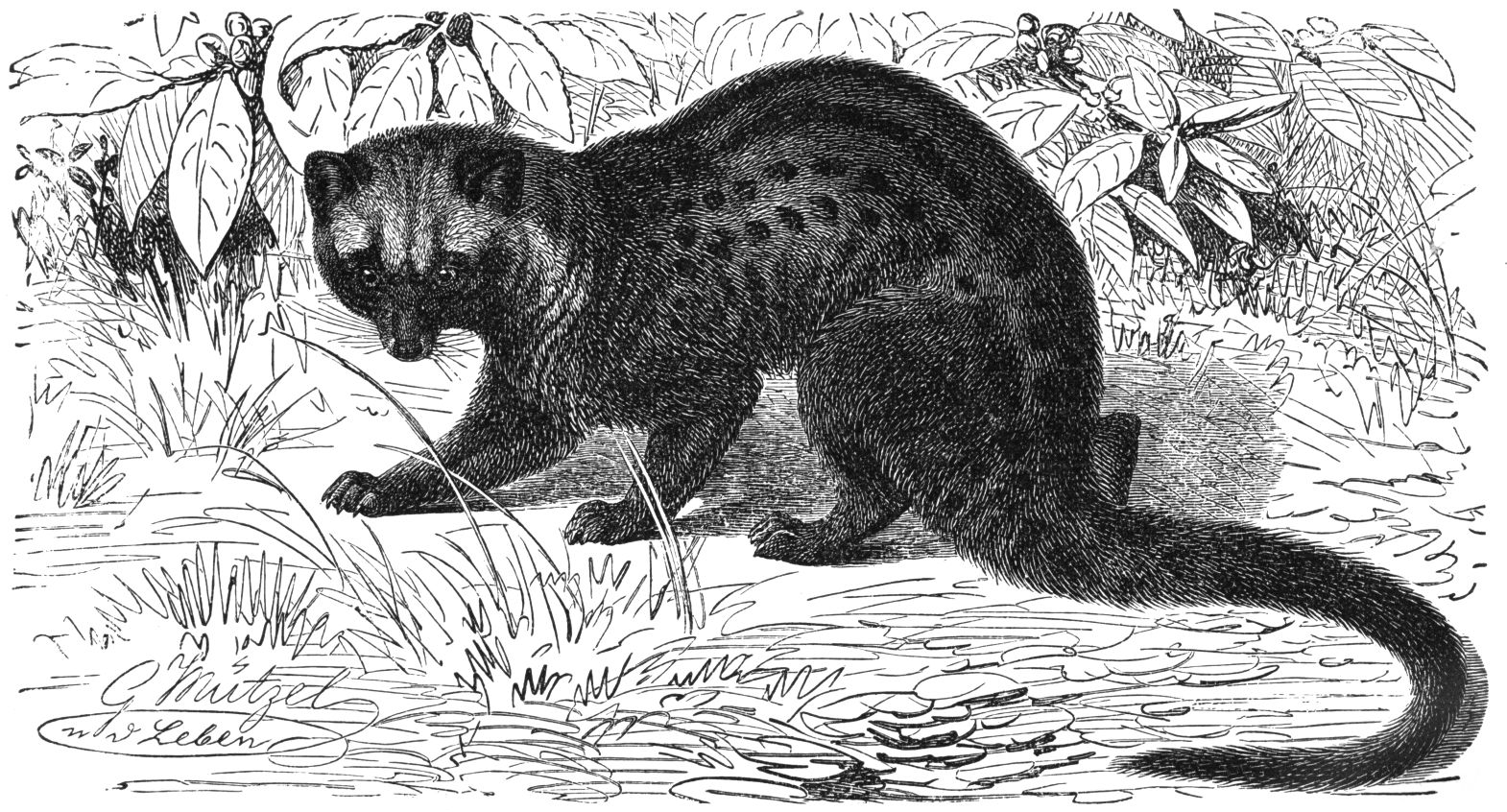
Civeta de palmera comuna

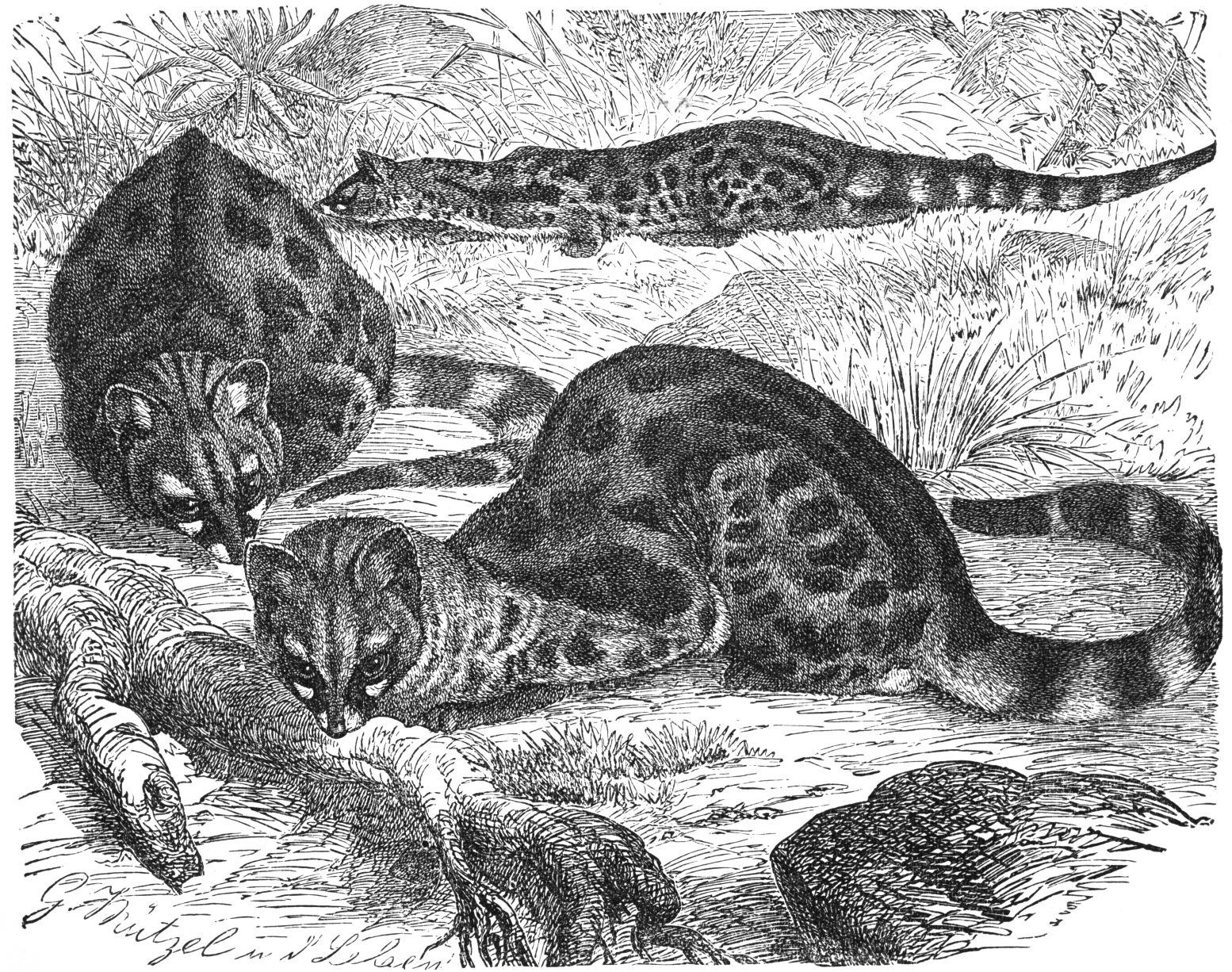
Geneta comuna

      - Binturong (Arctictis binturong)

    - Gènere Arctogalidia
      - Civeta de palmera de dents petites (Arctogalidia trivirgata)

    - Gènere Macrogalidia
      - Civeta de palmera de Sulawesi (Macrogalidia musschenbroekii)

    - Gènere Paguma
      - Civeta de palmera emmascarada (Paguma larvata)

    - Gènere Paradoxurus
      - Civeta de palmera comuna (Paradoxurus hermaphroditus)
      - Civeta de palmera de Jerdon (Paradoxurus jerdoni)
      - Civeta de palmera daurada (Paradoxurus zeylonensis)

  - Subfamília Hemigalinae
    - Gènere Chrotogale
      - Civeta de palmera d'Owston (Chrotogale owstoni)

    - Gènere Cynogale
      - Civeta llúdria (Cynogale bennettii)

    - Gènere Diplogale
      - Civeta de palmera de Hose (Diplogale hosei)

    - Gènere Hemigalus
      - Civeta de palmera ratllada (Hemigalus derbyanus)

  - Subfamília Prionodontinae
    - Gènere Prionodon
      - Linsang ratllat (Prionodon linsang)
      - Linsang tacat (Prionodon pardicolor)

  - Subfamília Viverrinae
    - Gènere Civettictis
      - Civeta africana (Civettictis civetta)

    - Gènere Genetta
      - Geneta d'Etiòpia (Genetta abyssinica)
      - Geneta d'Angola (Genetta angolensis)
      - Geneta de Bourlon (Genetta bourloni)
      - Geneta crestada (Genetta cristata) (considerada per algunes autoritats com a subespècie de la Geneta servalina)
      - Geneta comuna (Genetta genetta)
      - Geneta de Johnston (Genetta johnstoni)
      - Geneta rubiginosa (Genetta maculata)
      - Geneta pardina (Genetta pardina)
      - Geneta aquàtica (Genetta piscivora) (de vegades col·locada dins d'un gènere propi, l'Osbornictis)
      - Genetta poensis
      - Geneta servalina (Genetta servalina)
      - Geneta de Villiers (Genetta thierryi)
      - Geneta tacada (Genetta tigrina)
      - Geneta gegant (Genetta victoriae)

    - Gènere Poiana
      - Linsang de Leighton (Poiana leightoni)
      - Linsang africà (Poiana richardsonii)

    - Gènere Viverra
      - Civeta de Malabar (Viverra civettina)
      - Civeta tacada (Viverra megaspila)
      - Civeta malaia (Viverra tangalunga)
      - Civeta grossa de l'Índia (Viverra zibetha)

    - Gènere Viverricula
      - Civeta petita de l'Índia (Viverricula indica)

## Híbrids
A La variació dels animals i les plantes domesticades Charles Darwin va observar: «La geneta ha criat aquí i al Jardin des Plantes, i ha produït híbrids». Altres també han informat d'híbrids de civeta i geneta.